# Zgromadzenie Sióstr Zmartwychwstania Pańskiego
Zgromadzenie Sióstr Zmartwychwstania Pańskiego (CR), Siostry Zmartwychwstanki − żeński zakon założony przez bł. Celinę Borzęcką i jej córkę Sługę Bożą Jadwigę Borzęcką. 

## Historia
Początki zgromadzenia sięgają lat 80. XIX wieku, kiedy to Celina Borzęcka, po śmierci małżonka, wyjechała, wraz z dwiema córkami (Celiną i Jadwigą) do Rzymu. Poznała tam zmartwychwstańca, księdza Piotra Semenenkę, który został jej spowiednikiem, i z którym omawiała swoje plany założenia nowego zgromadzenia, z czym nosiła się od młodych lat. W czynnościach prowadzących do powstania zgromadzenia pomagała jej córka, Jadwiga. W 1879 miała widzenie podczas mszy celebrowanej przez księdza Semenenkę w rzymskim kościele św. Klaudiusza. Podczas tego widzenia ujrzała przyszłą formę zmartwychwstanek.
6 stycznia 1891, wraz z córką i trzema innymi osobami złożyła na ręce kardynała Lucido Marii Parocchiego śluby zakonne, co uważa się za początek zgromadzenia. Pierwsza aprobata władz kościelnych nastąpiła w roku 1905, a zatwierdzenia Konstytucji i uznania zgromadzenia dokonał papież Pius XI 17 lipca 1923 roku. Pierwszy dom zakonny powstał w Rzymie. Uruchomiono tam też szkołę dla dziewcząt z biednych rodzin. Wkrótce potem Celina Borzęcka udała się do Galicji i zakupiła w Kętach parcelę, na której wzniesiono klasztor, nowicjat, szkołę i przedszkole. Kolejne placówki powstały w zaborze rosyjskim (najpierw Częstochowa, potem Warszawa). Dynamiczny rozwój zgromadzenia nastąpił dopiero po odzyskaniu przez Polskę niepodległości (po 1918). Wtedy to założono kolejną placówkę, w Poznaniu.
Przełożoną Generalną zakonu jest matka Dorota Zygmunt (2022).

## Cele działania
Główne zadania zgromadzenia to nauczanie i wychowanie.

## Znane zmartwychwstanki
- bł. Alicja Kotowska – przełożona zakonu w Wejherowie (1934–1939),
- Zofia Szulc – przełożona domu zakonnego na Żoliborzu w Warszawie (1957–1958), przełożona Prowincji Warszawskiej (1959–1963), delegatka Przełożonej Generalnej na Polskę (1963–1967),  Przełożona Generalna Zgromadzenia (1967–1980),
- Barbara Żulińska – autorka broszur O ideałach w wychowaniu i System wychowawczy Bogdana Jańskiego.